# Convexella divergens
Convexella divergens är en korallart som beskrevs av Sydney John Hickson 1907. Convexella divergens ingår i släktet Convexella och familjen Primnoidae.
Artens utbredningsområde är Södra Ishavet. Inga underarter finns listade i Catalogue of Life.